# パオロ・マルディーニ
パオロ・チェーザレ・マルディーニ（Paolo Cesare Maldini, 1968年6月26日 - ）は、イタリア・ロンバルディア州ミラノ出身の元サッカー選手。元イタリア代表。現役時代のポジションはディフェンダー。
史上最高の左サイドバックと評され、ミランの象徴とまで呼ばれた。そのサッカー人生の全てをACミランに捧げ、25年間という長きにもわたりミランのバンディエラとしてクラブを支え続けた。イタリア代表ではFIFAワールドカップ4大会連続出場を果たし、1998年フランスW杯、2002年日韓W杯の2大会で主将を務めた。彼が築き上げたサッカー人生は、やがてセリエA最多出場試合数(当時)（647試合）、W杯最多フル出場試合数（23試合）、W杯最多出場時間(当時)（2217分）という3つの歴代最多記録を打ち立て、幾多のタイトルと共に、サッカー史にその名を刻んでいる。

## クラブ経歴
父親のチェーザレ・マルディーニは、息子と同じくACミランのキャプテンを務め、1962-63シーズンのUEFAチャンピオンズカップ優勝を成し遂げ、ミラン、イタリア代表監督を共に務め挙げた存在。必然的にパオロは、その下で幼少期よりサッカーに親しみ、父親はパオロに才能を見出していた。1978年、10歳の時、何処のチームにも所属していなかったが、父親に「ミランとインテルのどちらでプレーしたいか。」問われ、ミランと答え、ミランのトライアウトを受けることとなった。並外れたプレーを披露し、チームのルールに反し、コーチを務めていたファスト・ブラガの一存のみで、ミランの下部組織に入団することとなった。しかし、父と比べられたり、父の口利きでミランでプレーしているのではないか、という偏見を持たれることもあったが、最も将来を有望視される選手の一人であった。1984-85シーズン、他の選手たちより2歳若い16歳で、ファビオ・カペッロが率いていたプリマベーラチームに昇格した。
トップの監督を務めていたニルス・リードホルムもその成長に注目、1985年1月20日、マウロ・タソッティら怪我人が多く出たことから、ウディネーゼ戦のメンバーに召集され、右サイドバックとして、途中交代という形で16歳でセリエAにデビューした。このシーズン、この試合に出場したのみに終わったが、アスコリを率いていたヴヤディン・ボシュコヴが才能に目を付け、獲得を申し入れたるも、リードホルム監督がオファーを拒否した。1985-86シーズン、正式にトップチームのメンバーとなり、レギュラーを獲得した。1986-87シーズンから左サイドバックとして起用されるようになった。このシーズンの1987年1月4日のコモ戦でセリエA初ゴールを決めた。
1987-88シーズン、アリゴ・サッキ新監督の指揮下、20歳で、自身初のタイトルとなるセリエAを初制覇した。1988-89シーズンのチャンピオンズカップ決勝でステアウア・ブカレストを4-0で破り初優勝、1989年のインターコンチネンタルカップでメデジンを1-0と破って優勝した。1989-90シーズン、チャンピオンズカップ決勝ではSLベンフィカを1-0と破り同タイトルを連覇した。1990-91シーズン、インターコンチネンタルカップでもチームはオリンピアを3-0と破り優勝したが、パオロは前半で負傷の為途中交代、肩を脱臼していた。
1991-92シーズンは、無敗でのリーグ優勝に貢献した。1992-93シーズン、24節のパルマ戦で敗れるまで、全シーズンからの無敗を58試合続けた。この年2年連続のリーグ優勝を果たした。1993-94シーズンチャンピオンズリーグ準決勝ASモナコ戦では決勝ゴール、決勝のFCバルセロナ戦では、出場停止のバレージに代わり、初めてセンターバックのポジションに入り、ロマーリオとフリスト・ストイチコフのツートップを完璧に抑え、優勝に貢献。この年のワールドカップでは、イタリアを決勝に見導くなど活躍から同年のバロンドール投票では第3位となった。1994-95シーズン、10節のミラノダービーではダービー初ゴールにして生涯唯一となるダービーでの得点を挙げた。1995-96シーズンはリーグ優勝を果たしたが、1996-97シーズン、チームはリーグ11位に終わり、パオロの怪我を抱えながらプレーしたこともあり、良いパフォーマンスを見せられなかった。このシーズン限りで、バレージが引退し、1997-98シーズンからキャプテンを引き継いだ。1998-99シーズン、アルベルト・ザッケローニ新監督の指揮下、3バックの一角として、ラツィオに最終盤で逆転、6度目のリーグ優勝を果たした。、2002-03シーズンにはチャンピオンズリーグ決勝でPK戦の末にユヴェントスを破り、キャプテンとして初めてチャンピオンズリーグのタイトルを獲得した。この頃、再び世界トップレベルのDFとして復活。この年のバロンドール投票では3位に入り、UEFAの年間ベスト11入りも果たした。
2003-04シーズンに7度目のリーグ優勝を果たし、翌2004-05シーズンのチャンピオンズリーグ決勝のリヴァプールFC戦では、決勝での最年長ゴールかつ、最速での先制点を決めたが、3-3からの延長PK戦の末にで敗れた。2005-06シーズン、2005年の10月2日、リーグ第6節のレジアナ戦では、キャリアで初の2得点を決めた。

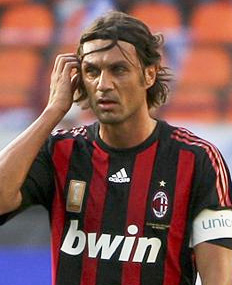
ACミラン時代（2008年）

2006-07シーズン、アレッサンドロ・コスタクルタと共に2007年7月末の契約満了をもって現役引退を示唆した、チャンピオンズリーグの決勝でリヴァプールを破り、2004-05シーズン決勝で敗れた相手にリベンジを果たした。また。38歳と331日での優勝は大会最年長、8度目の決勝出場は最多タイの記録となった。クラブW杯優勝に向けて、翌シーズンもプレーする意思を表明した。
2007-08シーズンは出場機会が限定されたものの、FIFAクラブワールドカップ2007では長年のキャリアで数々の栄光を勝ち取った本職の左サイドバックとして準決勝に途中出場、決勝でもフル出場し優勝に貢献した。2007年2月20日にはチャンピオンズリーグの対セルティック戦においてチャンピオンズリーグ通算100試合出場を達成、更に同年3月11日には史上初となるセリエAのリーグ通算600試合出場を達成した。奇しくもこの日の試合はライバル、インテル・ミラノとのミラノ・ダービーであったが白星を飾ることはできなかった。2007年3月30日のアタランタ戦で決めた得点は、結果としてキャリア最後の得点となった。2008年2月16日、セリエA第23節のパルマFC戦に途中出場しクラブ、U-21代表、A代表での公式戦現役合計出場1000試合を達成した。その後も契約を延長し、40歳を迎えてなおもプレーする姿はファンはもとより選手の間からも尊敬を集めた。
2009年に現役引退を発表。ミランファンである、ウルトラの一部の行動に苦言を呈したことから、ホームでの現役最後の試合では、その一部のウルトラにより、ブーイングを浴びせられた。また、マルディーニを批判するメッセージが掲げられ、。現役最後の試合となったアウェー・フィオレンティーナ戦ではロスタイムにフィオレンティーナの選手がわざとボールを外に出しマルディーニの為だけの時間を作った。敵味方関係なくその場に居た観客がスタンディングオベーションでマルディーニを称えた。

## 代表経歴
1987年11月のUEFA欧州選手権1988予選、スウェーデンとの対戦で代表に初めて招集されたが、この時は出番が無かった。1988年3月31日のユーゴスラビア戦で初出場を果たした。すぐにヴィチーニ監督の信頼を勝ち取り、同年のUEFA欧州選手権1988ではレギュラーポジションを得た。
1990年のワールドカップイタリア大会でもレギュラーとして全7試合にフル出場し、準決勝まで進出、準決勝でPK戦の末にアルゼンチンに敗れるが、3位決定戦でイングランドに勝利し、3位入賞した。
1994年のワールドカップでは、バレージの離脱中はキャプテンを務め、センターバックとしてプレーし、決勝に進出、決勝でPK戦の末ブラジルに敗れ、準優勝。1996年のユーロでは、グループリーグ最終節、ジャンフランコ・ゾラがPKを外したことが影響し、グループリーグで敗退した。
1998年のワールドカップフランス大会、ではキャプテンとして準々決勝でPK戦の末に、フランスに敗退。2000年のユーロでは、決勝に進出したが、アディショナルタイムに同点とされると、延長戦の末に敗れ、準優勝に終わった。
2002年のワールドカップ日韓大会ではキャプテンとしてプレー、しかし、ベスト16で韓国に延長戦で敗れると、2、3回のミスをメディアから大きく批判された。結局、2002年大会後に代表チームからは引退した。2004年のUEFA EURO 2004 、イタリア代表が優勝を果たした、2006年のワールドカップでは代表復帰の打診を受けていたが、これを断った。

### 現役引退後

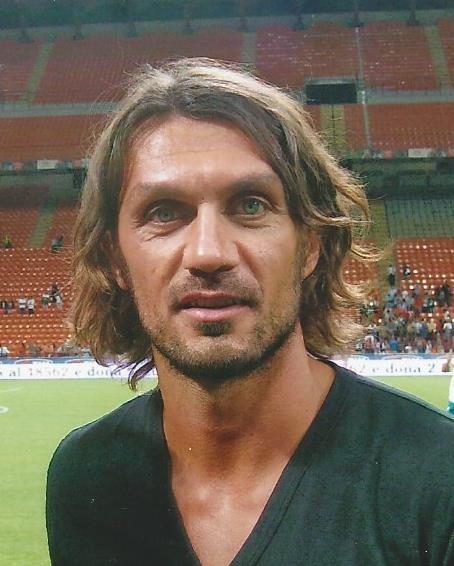
現役引退直後（2009年）

引退後は、ACミランの幹部入りが有力視されていたが、キャリア晩年の一部サポーターと副会長職にあったアドリアーノ・ガッリアーニとの確執から長らくミランと距離を置くことになる。アメリカに在住して北米サッカーリーグに2016年から新規参入したマイアミFCの共同オーナーを務めたり、2017年には49歳でアスプリア・テニスカップにてプロテニスプレイヤーとしてデビューした（一試合のみで引退）。2017年にACミランが中国人実業家のリー・ヨンホン（Li Yonghong）に買収されると、確執のあったガッリアーニが退陣したこともあり、幹部入りを打診されたが、役割が曖昧であったことや中国資本への不信感などから固辞している。マルディーニの懸念通り、2018年7月、リー・ヨンホンがミラン買収の資金を借り入れていたアメリカのヘッジファンド、エリオット・マネジメント（Elliott Management Corporation）への返済が滞り、債務不履行を理由にエリオット・マネジメントがミランの所有権を得る。
エリオット・マネジメントは新スポーツディレクターにクラブOBのレオナルドを招聘、レオナルドは旧友のマルディーニの入閣に乗り出し、2018年8月にスポーツ部門の戦略開発ディレクターとして約9年ぶりにミランに復帰した。2019年5月28日、イヴァン・ガジディス新CEOとの確執が取りざたされていたレオナルドが成績不振を理由に辞任、後任のスポーツディレクターに就任した。
2020年3月21日に次男のダニエル・マルディーニとともに2019新型コロナウイルスに感染していることが公表された（最初の症状が確認されたのは同月5日）。その後、症状は回復したものの、4月12日にSky Sportsのテレビ電話対談に参加した際、ジムに行ってもすぐにばててしまうといった、ウイルス感染による身体への影響が残っていることを明かした。

## プレースタイル・評価
果敢な攻撃参加、1対1での強さ、状況判断の良さ、優れた戦術理解能力、さらにフランコ・バレージより受け継いだキャプテンシーを駆使し、現役時代は10年以上世界最高の左サイドバックの座を守り続けた。その間にUEFAチャンピオンズリーグ優勝5回(1988-89, 89-90シーズンは連覇)を筆頭に、セリエA優勝7回(1991-92, 92-93, 93-94シーズンは3連覇)、インターコンチネンタルカップ（FIFAクラブワールドカップ含む）優勝3回を含む、通算26個のタイトルと栄光をクラブにもたらす。
そして、いつしか『グランデ・ミラン』（偉大なミラン）と呼ばれる様になる、クラブを象徴するバンディエラの1人となった。
1999年12月、イギリスの大手サッカー専門誌『ワールドサッカー』が、読者による投票ポイントによってランキング化したのをまとめた『20世紀の偉大なサッカー選手100人』を発表し、総合21位に選ばれた。これは当時の現役選手としては、ロナウドの13位、ロベルト・バッジョの16位に次ぐ3番目の順位であり、サイドバックの選手としてはOB・現役を含め最高位という快挙であった。
彼の功績と評価は引退後の現在も変わることはなく、2013年7月、『ワールドサッカー』誌が、世界各国の記者や監督、元選手の投票で各ポジションの歴代最高選手を選出した際に、左サイドバックのポジションとして選出された。尚、イタリア人から選ばれたのは唯一マルディーニのみである。そして全体の得票数では、フランツ・ベッケンバウアー、ディエゴ・マラドーナ、ヨハン・クライフ、ペレに次いで5番目の得票数であった。
元ブラジル代表のロナウドは現役時代に対戦したDFの中で最高のDFはマルディーニだと述べている。

## エピソード
- 小さい頃はミシェル・プラティニのユヴェントスのファンだった。しかし、父のチェーザレ・マルディーニから、もし本気でサッカーをするのであればACミランかインテル・ミラノを選ぶよう言われた[25]。
- パオロがACミランでつけていた背番号3番は、2005年10月18日に彼の父親のチェーザレ・マルディーニから始まる親子3代のACミラン入りとなった長男クリスティアン・マルディーニ（Christian Maldini, 1996年6月14日 - ）若しくは次男のダニエル・マルディーニ（Daniel Maldini、2001年10月11日 - ）が引き継がない限り、フランコ・バレージのつけていた背番号6番と同様に永久欠番となる[26]。
- FCバルセロナがUEFAチャンピオンズリーグ 2008-09で優勝した際、監督をしていたジョゼップ・グアルディオラは「優勝カップを引退するマルディーニに捧げたい」と発言した[27]。
- 2014年ブラジルWCを目指す日本代表キャプテンであった長谷部は、アルベルト・ザッケローニ監督に対して「もう少し若い選手にキャプテンを任せたらどうですか」と尋ねたところ、ザッケローニ監督は『今までいろんなところで監督をしてきたけど、本物のキャプテンはマルディーニと長谷部だけだよ』と述べた[28]。
- 二人の息子もACミランの下部組織に所属している。上述の長男のクリスティアンは父・パオロ同様にセンターバック・サイドバックの選手、次男のダニエルはフォワード[29]。
- 実業家のリッカルド・シルヴァと北米サッカーリーグに2016年から新規参入したマイアミFCの共同オーナーを務めている[30]。初代監督にはミラン時代の同僚アレッサンドロ・ネスタが就任している。
- これまでに最も抑えるのに苦労した対戦相手には、クリス・ワドルの名前を挙げた[9]。

## 個人成績
| クラブ       | シーズン     | 背番号       | 国内リーグ | 国内リーグ | 国内カップ1 | 国内カップ1 | 国際カップ2 | 国際カップ2 | その他3 | その他3 | 通算 | 通算 |
| クラブ       | シーズン     | 背番号       | 出場       | 得点       | 出場        | 得点        | 出場        | 得点        | 出場    | 得点    | 出場 | 得点 |
| ------------ | ------------ | ------------ | ---------- | ---------- | ----------- | ----------- | ----------- | ----------- | ------- | ------- | ---- | ---- |
| ACミラン     | 1984–85      | 3            | 1          | 0          | —           | —           | —           | —           | —       | —       | 1    | 0    |
| ACミラン     | 1985–86      | 3            | 27         | 0          | 6           | 0           | 6           | 0           | 1       | 0       | 40   | 0    |
| ACミラン     | 1986–87      | 3            | 29         | 1          | 7           | 0           | —           | —           | 13      | 0       | 37   | 1    |
| ACミラン     | 1987–88      | 3            | 26         | 2          | 1           | 0           | 2           | 0           | —       | —       | 29   | 2    |
| ACミラン     | 1988–89      | 3            | 26         | 0          | 7           | 0           | 7           | 0           | —       | —       | 40   | 0    |
| ACミラン     | 1989–90      | 3            | 30         | 1          | 6           | 0           | 8           | 0           | 3       | 0       | 47   | 1    |
| ACミラン     | 1990–91      | 3            | 26         | 4          | 3           | 0           | 4           | 0           | 2       | 0       | 35   | 4    |
| ACミラン     | 1991–92      | 3            | 31         | 3          | 7           | 1           | —           | —           | —       | —       | 38   | 4    |
| ACミラン     | 1992–93      | 3            | 31         | 2          | 8           | 0           | 10          | 1           | 1       | 0       | 50   | 3    |
| ACミラン     | 1993–94      | 3            | 30         | 1          | 2           | 0           | 10          | 1           | 4       | 0       | 46   | 2    |
| ACミラン     | 1994–95      | 3            | 29         | 2          | 1           | 0           | 11          | 0           | 2       | 0       | 43   | 2    |
| ACミラン     | 1995–96      | 3            | 30         | 3          | 3           | 0           | 8           | 0           | —       | —       | 41   | 3    |
| ACミラン     | 1996–97      | 3            | 26         | 1          | 3           | 0           | 6           | 0           | 1       | 0       | 36   | 1    |
| ACミラン     | 1997–98      | 3            | 30         | 0          | 7           | 0           | —           | —           | —       | —       | 37   | 0    |
| ACミラン     | 1998–99      | 3            | 31         | 1          | 2           | 0           | —           | —           | —       | —       | 33   | 1    |
| ACミラン     | 1999–00      | 3            | 27         | 1          | 4           | 0           | 6           | 0           | 1       | 0       | 38   | 1    |
| ACミラン     | 2000–01      | 3            | 31         | 1          | 4           | 0           | 14          | 0           | —       | —       | 49   | 1    |
| ACミラン     | 2001–02      | 3            | 15         | 0          | —           | —           | 4           | 0           | —       | —       | 19   | 0    |
| ACミラン     | 2002–03      | 3            | 29         | 2          | 1           | 0           | 19          | 0           | —       | —       | 49   | 2    |
| ACミラン     | 2003–04      | 3            | 30         | 0          | —           | —           | 9           | 0           | 3       | 0       | 42   | 0    |
| ACミラン     | 2004–05      | 3            | 33         | 0          | —           | —           | 13          | 1           | 1       | 0       | 47   | 1    |
| ACミラン     | 2005–06      | 3            | 14         | 2          | —           | —           | 9           | 0           | —       | —       | 23   | 2    |
| ACミラン     | 2006–07      | 3            | 18         | 1          | —           | —           | 9           | 0           | —       | —       | 27   | 1    |
| ACミラン     | 2007–08      | 3            | 17         | 1          | —           | —           | 4           | 0           | 2       | 0       | 23   | 1    |
| ACミラン     | 2008–09      | 3            | 30         | 0          | —           | —           | 2           | 0           | —       | —       | 32   | 0    |
| キャリア通算 | キャリア通算 | キャリア通算 | 647        | 29         | 72          | 1           | 161         | 3           | 22      | 0       | 902  | 33   |

1 コッパ・イタリア、イタリア・スーパーカップを指す

2 UEFAチャンピオンズリーグ、UEFAカップ、UEFAインタートトカップ、UEFAスーパーカップを指す

3 インターコンチネンタルカップ、FIFAクラブワールドカップを指す

## 代表歴

### 出場大会
- イタリア代表
  - 1990 FIFAワールドカップ (3位)
  - 1994 FIFAワールドカップ (準優勝)
  - 1998 FIFAワールドカップ (ベスト8)
  - 2002 FIFAワールドカップ (ベスト16)

### 試合数
- 国際Aマッチ 125試合 7得点（1988年-2002年）[31]

| イタリア代表 | 国際Aマッチ | 国際Aマッチ |
| 年           | 出場        | 得点        |
| ------------ | ----------- | ----------- |
| 1988         | 10          | 0           |
| 1989         | 7           | 0           |
| 1990         | 11          | 0           |
| 1991         | 8           | 0           |
| 1992         | 7           | 0           |
| 1993         | 5           | 2           |
| 1994         | 12          | 0           |
| 1995         | 7           | 1           |
| 1996         | 7           | 0           |
| 1997         | 11          | 2           |
| 1998         | 10          | 1           |
| 1999         | 7           | 1           |
| 2000         | 11          | 0           |
| 2001         | 7           | 0           |
| 2002         | 5           | 0           |
| 通算         | 125         | 7           |

## タイトル

### クラブ
ACミラン

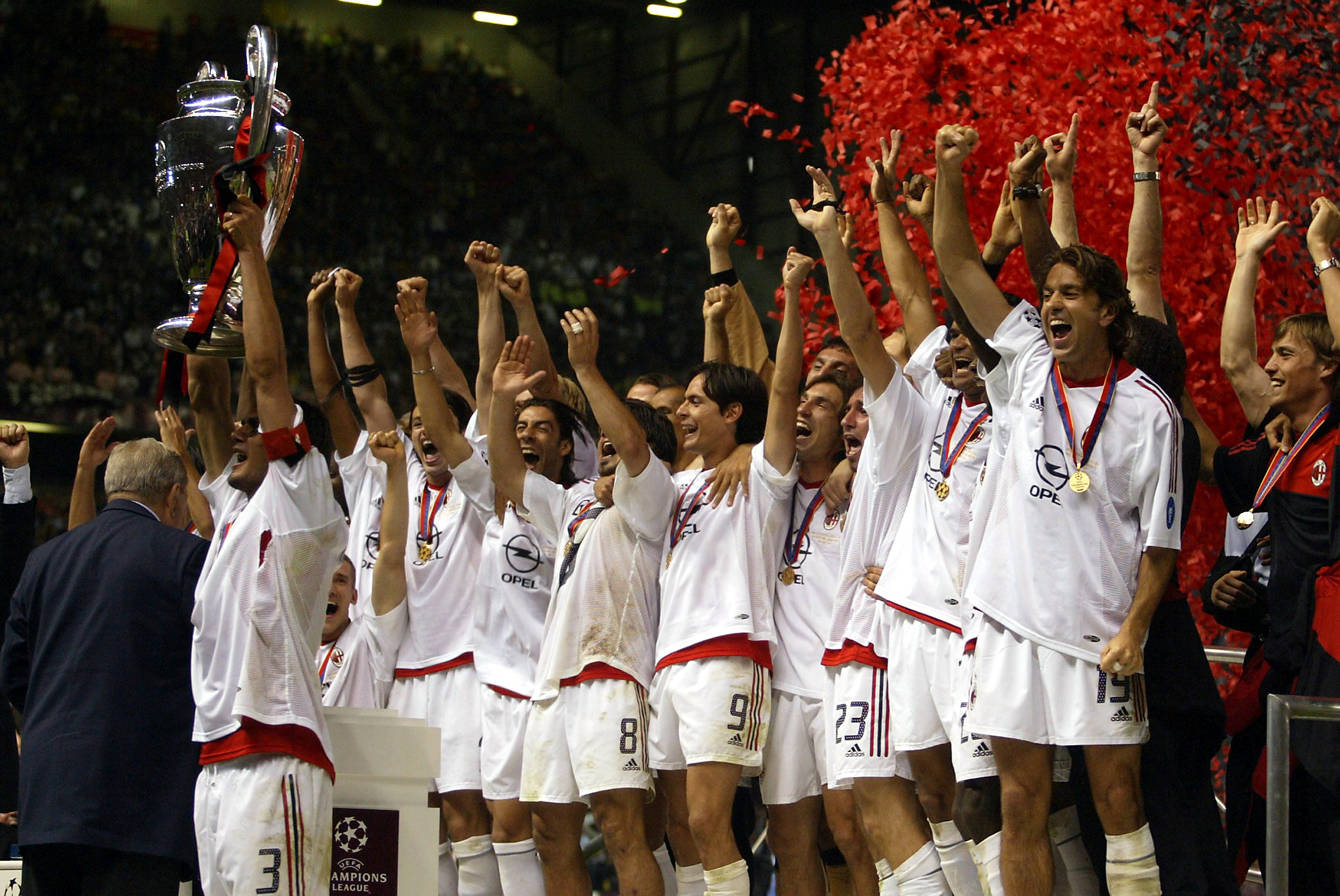
チャンピオンズリーグの優勝トロフィーを掲げるマルディーニ（2002-03シーズン）

- セリエA : 7回 (1987-88, 1991-92, 1992-93, 1993-94, 1995-96, 1998-99, 2003-04)
- コッパ・イタリア : 1回 (2002-03)
- スーペルコッパ・イタリアーナ : 5回 (1988, 1992, 1993, 1994, 2005)
- UEFAチャンピオンズリーグ : 5回 (1988-89, 1989-90, 1993-94, 2002-03, 2006-07)
- UEFAスーパーカップ : 5回 (1989, 1990, 1994, 2003, 2007)
- インターコンチネンタルカップ (FIFAクラブワールドカップ) : 3回 (1989, 1990, 2007)

### 個人
- バロンドール・ドリームチーム（2020）
- 20世紀の偉大なサッカー選手100人　21位（ワールドサッカー誌選出　1999）
- セリエA　出場試合数 歴代2位（647試合）
- FIFAワールドカップ　最多フル出場試合数（23試合）
- FIFAワールドカップ　出場時間 歴代2位（2217分）